# حكايات من الأراضي الحدودية
حكايات من الأراضي الحدودية أو تيلز فروم ذا بوردرلاندز (بالإنجليزية: Tales from the Borderlands) هي لعبة فيديو من نوع مغامرة رسومية، كوميدية تفاعلية، وخيال علمي، وهي مكونة من عدة حلقات (5 حلقات)، تركز على قصة سلسلة لعبة بوردرلاندز. صدرت اللعبة في نوفمبر 2014 لأندرويد، آي أو إس، مايكروسوفت ويندوز، ماك أو إس، بلاي ستيشن 3، بلاي ستيشن 4، أجهزة إكس بوكس 360، وإكس بوكس ون. تم تطوير اللعبة بواسطة تلتيل غيمز بموجب ترخيص من جيربوكس سوفتوير، مطور سلسلة بوردرلاندز، ونشرها بواسطة تو كي جيمز. تم تعيين الوقت ليكون بعد أحداث بوردرلاندز 2، تدور قصة اللعبة حول ريز وفيونا، حيث يتعاونان في مغامرة للعثور على الخزانة وفتحها. تتبع اللعبة التنسيق العرضي الذي استخدمته تيلتيل لعناوينها ذا واكينغ ديد وذا وولف أمونغ أس، حيث يكون لاختيارات اللاعب وإجراءاته تأثيرات مهمة إلى حد ما على عناصر القصة اللاحقة. على الرغم من أن السلسلة تلقت بعض الانتقادات بسبب محرك اللعبة القديم وتكرار طريقة اللعب من ألعاب تيلتيل السابقة، إلا أن بوردرلاندز تلقت إلى حد كبير اشادة من النقاد. نُسب الثناء بشكل خاص إلى خصائصها القوية، وعمقها العاطفي، ورسمها الإبداعي، وكتابتها الفكاهية، والشفقة الغير المتوقعة.

## روابط خارجية
- الموقع الرسمي